# Lateantenna
Lateantenna là một chi bướm đêm thuộc họ Blastobasidae.